# Е. Е. Смит
Едуард Елмър Смит (на английски: Edward Elmer Smith) е американски писател на научна фантастика.

## Биография и творчество
Роден е в Шебойган, щат Уисконсин и прекарва ранните си години в Спокан, щат Вашингтон. През 1909 г. работи в строителството на железопътната линия от Белтон, щата Монтана до Канада, но преценява, че работота там на е подходяща и се връща в университета. За да плаща за образованието си, работи в мина. При пожар в неговото жилище му се налага да скочи от четвъртия етаж. Травмите, които получава не му позволяват да се занимава с физически труд и той се връща у дома.
С помощта на семейството си той успява да плати, за да учи в университет. Работи като химик в Националното бюро за стандарти във Вашингтон. Учи в университета „Джордж Вашингтон“, където през 1919 г. получава докторска степен. Смит прави писателски опити още през 1916 г., но романът, който започва тогава, е завършен едва през 1920 г. Авторът не успява да намери издател за романа си и през 1928 г. го изпраща в списанието „Astounding Stories“, където романът е публикуван под името „The Skylark of Space“ („Космическата чучулига“).
Романът става много популярен сред читателите на фантастика, защото е едно от първите по-мащабни произведения, където действието излиза от рамките на Слънчевата система. С излизането на романа му Едуард Смит става един от основателите на жанра „космическа опера“. През 1930-те той продължава да пише романи за „Skylark“, като започва и нов цикъл – „Lensmen“ („Ленсман“). Всичките му произведения са публикувани в списания за научна фантастика.
По време на Втората световна война Смит работи в завод за боеприпаси, откъдето по-късно бива уволнен поради това, че отказал да одобри некачествени боеприпаси. След това до пенсионирането си работи като технолог (съставител на рецепти) в компания за понички.
След войната всичките му произведения са издадени като самостоятелни книги, при голям успех. Преди края на живота си той завършва окончателно и двата си мащабни цикъла, като публикува и няколко отделни романа.
Едуард Смит умира от инфаркт на 31 август 1965 г.

## Произведения

### Серия „Ленсман“ (Lensman)
1. Triplanetary (1948)
Фатален сблъсък, изд. „Орфия“ (2003), прев. Таня Петрова
2. First Lensman (1950)
Първият Ленсман, изд. „Орфия“ (2003), прев. Татяна Петрова
3. Galactic Patrol (1950)
4. Gray Lensman (1951)
5. Second Stage Lensmen (1953)
6. The Vortex Blaster (1960)
7. Children of the Lens (1954)

### Серия „Скайларк“ (Skylark)
1. The Skylark of Space (1946)
2. Skylark Three (1948)
3. Skylark of Valeron (1949)
4. Skylark DuQuesne (1966)

### Серия „Подпространството“ (Subspace)
1. Subspace Explorers (1965)
2. Subspace Encounter (1983)